# دوره سوم مجلس نمایندگان افغانستان
دوره سوم مجلس نمایندگان افغانستان در ۲۷ جوزا/خرداد ۱۳۱۶ با سخنرانی محمد ظاهرشاه با حضور ۱۰۱ نماینده آغاز به فعالیت کرد.

## صلاحیت‌ها
- در این دوره مجلس برخی معاهدات، پرتوکل‌ها و قراردادها، موافقتنامه‌ها، اصولنامه‌ها و لوایح به تصویب رسید.[۱]

## هیئت اداری
رئیس: عبدالاحد خان
معاون اول: سید محمد یونس خان
معاون دوم: سید محمد خان
منشی: عبداللطیف خان
معاون منشی: عبدالباقی خان